# サミー・リー
サミー・リー（Samuel Lee、1959年2月7日 - ）は、イングランド・リヴァプール出身の元サッカー選手。元イングランド代表、現役時代のポジションはMF。

## クラブ歴
1975年にリヴァプールに加入、1976-77シーズンよりプロ契約、1977-78シーズン、4月8日のレスター戦でデビューを果たした。1980-81シーズン、それまでレギュラーを務めていたジミー・ケイスからレギュラーを奪取、同シーズン、チャンピオンズカップ決勝のレアル・マドリード戦ではスタメンフル出場して優勝、1983-84シーズンチャンピオンズカップ準決勝FCディナモ・ブカレスト戦の1stレグでは決勝ゴールを奪い、決勝進出に貢献、決勝のASローマ戦でも先発フル出場して優勝するなど、控えやスタメンとして、リヴァプールには約10年間在籍、数々のタイトル獲得に貢献、通算295試合に出場して19ゴールを挙げた。

## 代表歴
イングランド代表としては1982年ワールドカップスペイン大会の代表候補に名前を連ねたが、大会メンバーからは落選した。その後ブリティッシュ・ホーム・チャンピオンシップやUEFA欧州選手権1984予選などに出場したが、メジャー大会への出場は無い。

## 指導者歴
1993年にリヴァプールリザーブチームのコーチに就任、その後ジェラール・ウリエ監督時代にはトップチームのトレーナーを、2008年のラファエル・ベニテス監督時にはトップチームのアシスタントコーチを務めた。

## タイトル

### クラブ
リヴァプールFC
- UEFAチャンピオンズカップ 1980-81, 1983-84
- ファーストディヴィジョン 1981-82. 1982-83, 1983-84
- フットボールリーグカップ  : 1980-81, 1981-82，1982-83，1983-84, 1987-88,
- FAカップ  : 1985-86
- FAチャリティ・シールド : 1979, 1980, 1982, 1986

### 個人
- PFA年間ベストイレブン 1982-83